# Dicky Palyama
Izaak Karel 'Dicky' Palyama (Gouda, 26 maart 1978) is een Nederlandse voormalig badmintonspeler.

## Succesvolle carrière
Palyama behoort al van jongs af aan tot de wereldtop in het badminton. Zijn hoogste rangschikking op de wereldranglijst is de zevende positie in november 2004. Desondanks wist hij zich niet te plaatsen voor de Olympische Spelen van Athene in 2004. In 2008 wist hij zich wederom niet te plaatsen voor de Spelen, ondanks het voldoen aan internationale eisen. Hij speelde zijn competitiewedstrijden van 2009 tot 2011 en, na een seizoen weg te zijn geweest, van 2012 tot 2014 voor de Nederlandse badmintonclub Velo uit Wateringen. Met deze club werd hij in het badmintonseizoen 2009/10 kampioen in de Nederlandse Eredivisie. In het verleden speelde hij twee seizoenen lang in de Deense competitie. Ook speelde hij een jaar voor het Franse Straatsburg. Verder heeft hij jaren bij het Nederlandse BC Amersfoort gespeeld, waar hij verschillende landskampioenschappen mee behaald heeft.
Reeds in zijn jeugdjaren was Dicky Palyama succesvol, hij werd in Praag Europees Jeugdkampioen in 1997 (U-19). 
Zijn eerste internationale succes haalde hij in 1998 als winnaar van de Welsh Open.
Hij won in 2002 de Spaanse Open International en in 2003 de Bitburger Open in Saarbrücken, Duitsland.
In 2003 behaalde hij ook een halve finale bij de Dutch Open. In 2004 behaalde hij een halve finale bij de Thailand en de German Open Grand Prix en een kwartfinale bij de Europese Kampioenschappen. In 2006 behaalde hij wederom een halve finale bij de Dutch Open en een kwartfinale bij de Europese Kampioenschappen. In 2007 behaalde hij een plek bij de laatste 16 op het WK. In november 2008 wist Dicky Palyama de Russian Open Grand Prix te winnen door in de finale de tweevoudige winnaar en thuisfavoriet Stanislav Pukhov te verslaan met 21-12, 21-18. In 2009 won hij de Polish International en de Dutch International. Dat jaar haalde hij wederom een plek bij de laatste 16 op het WK en een halve finale plek bij de Dutch Open. In 2010 bereikte hij de laatste 16 bij het WK en een kwartfinale plek (laatste 8) bij de EK. Hij bereikte in 2012 een halve finale bij de Dutch International en ook nog de finales bij de Belgische Open International 2012 en de Dutch Open 2012.

## Evenaring Nederlands Record

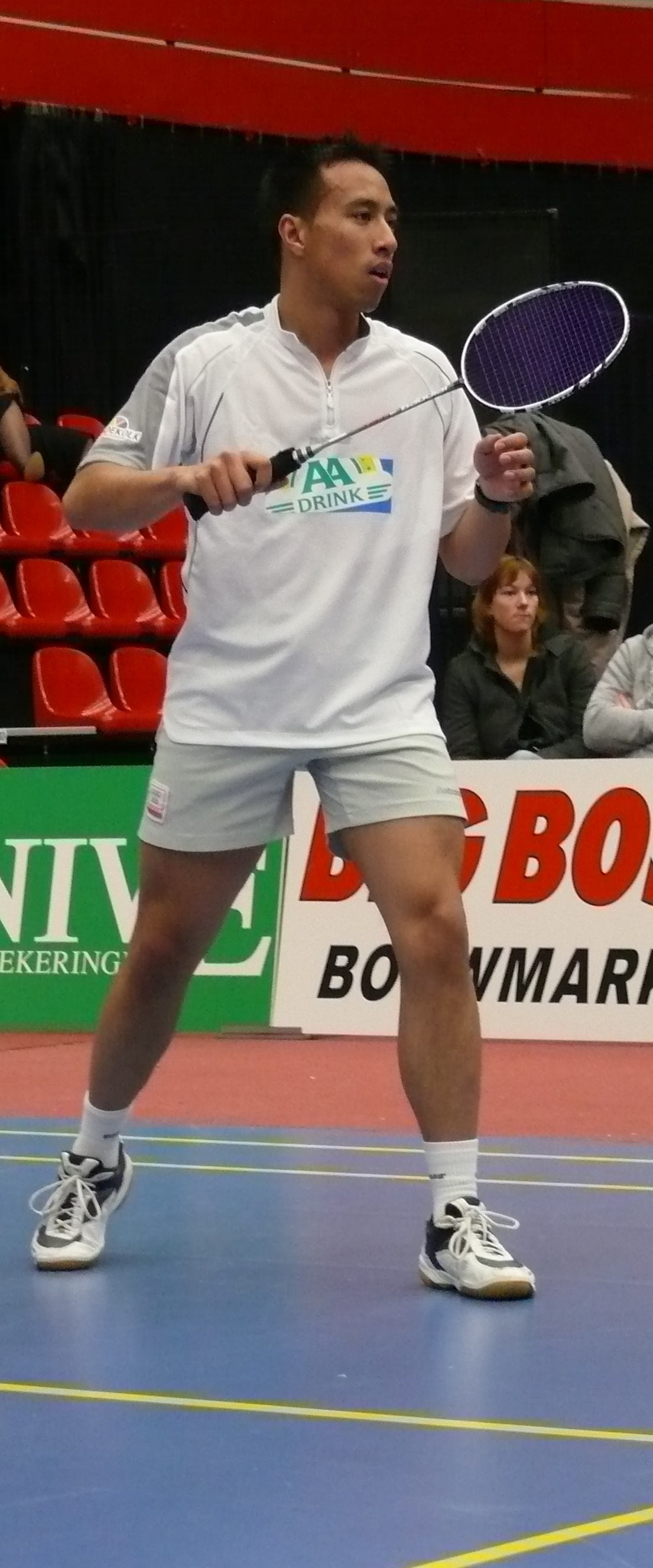
Dicky Palyama (NED)

Tijdens het Nederlands kampioenschap badminton 2008 behaalde Palyama zijn negende nationale titel op rij, dit is een evenaring van het record. Het record was acht titels op rij en was in handen van Rob Ridder, die in totaal ook 9 NK single titels won. Bij het vrouwenenkelspel staat het record op naam van Joke van Beusekom met 12 titels (1969-1980). Op het nationaal kampioenschap badminton van de jaren 2009, 2010, 2011 en 2012 wist hij de titel niet meer te pakken. Hij verloor deze jaren namelijk vier finales, de winnaar van het herenenkelspel was toen elke keer Eric Pang.
Begin 2011 kwam hij samen met drie andere nationale badmintontoppers, Eric Pang, Judith Meulendijks en Yao Jie in de aandacht. Deze vier badmintonners werden namelijk niet geselecteerd voor het EK Landenteams in Amsterdam. De gang van zaken had te maken met een lucratief sponsorcontract dat de Nederlandse Badmintonbond heeft afgesloten met Yonex. Met dit contract wil Yonex dat alle spelers die voor Nederland uitkomen gebruikmaken van hun materialen. Palyama, Pang, Meulendijks en Jie hebben echter een persoonlijke sponsor. Dicky Palyama werd gesponsord door het sportmerk Carlton. Hierdoor was er dus een conflict tussen onder andere Palyama en de NBB. Dit betekende dat de Nederlandse toppers niet meededen aan het EK landenteams in eigen huis.
Begin 2011 richtte het viertal de Dutch Fource op, uit onenigheid met de Nederlandse Badmintonbond. Het team zette zich onder meer in om via het NOC*NSF en gezamenlijk met de Nederlandse Badmintonbond spelers naar de Olympische Spelen in Londen te sturen.
In februari 2012 verloor Palyama de finale van het NK badminton herenenkelspel opnieuw van Eric Pang. Na deze wedstrijd kondigde hij het einde aan van zijn carrière als professioneel badmintonner. In 2012 bereikte Dicky evenwel nog de finale van de Yonex Belgian International 2012 die hij verloor van de Indonesiër Andre Kurniawan Tedjono in drie games (21-17, 8-21, 13-21). In oktober 2012 bereikte Dicky Palyama de finale van de Yonex Dutch Open Grand Prix, die hij eveneens verloor van landgenoot Eric Pang met 14-21, 10-21.
In oktober 2013 stopte hij definitief als professioneel badmintonner na op de Yonex Dutch Open een afscheidswedstrijd te hebben gespeeld (met 21-19 verloren) tegen de Deense badmintonner Peter Gade. Momenteel is Dicky Palyama trainer bij het RTC in Almere en coach bij de nationale jeugd selectie van Nederland. Tevens was hij kort hoofdcoach/trainer van de eredivisie club The Flying Shuttle Barendrecht.

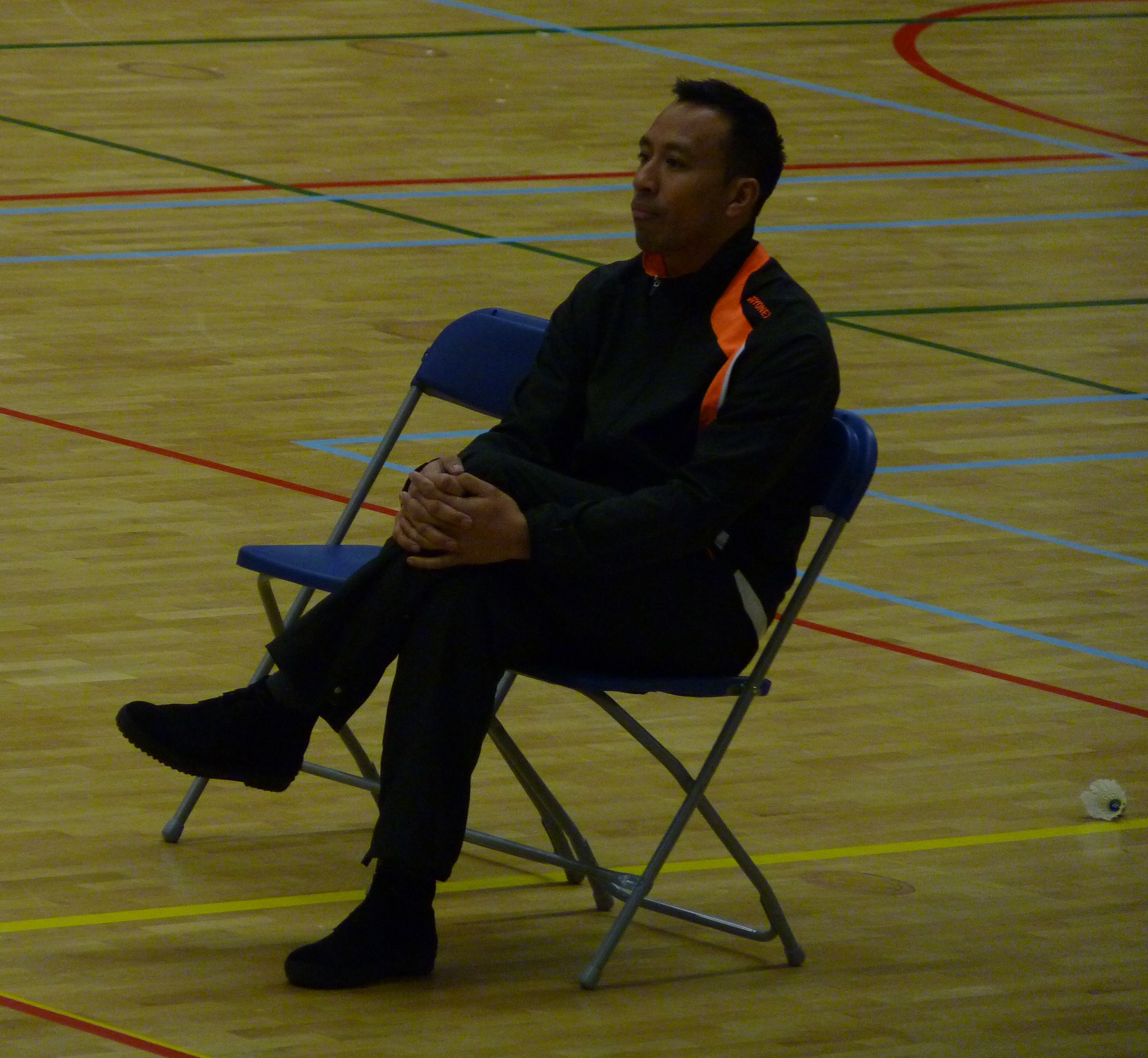
Coach Dicky Palyama (NED)

## Privé
Dicky Palyama trad in het huwelijk in september 2009 en is vader van drie kinderen.